# Conoco
Conoco Inc. – amerykańska kompania naftowa z siedzibą w Ogden założona w 1875 roku jako Continental Oil and Transportation Company. Główny dystrybutor węgla, oleju, kerozyny, smarów oraz świeczek na zachodzie Ameryki drugiej połowy XIX w. W późniejszym czasie siedziba przedsiębiorstwa została przeniesiona do Ponca City w stanie Oklahoma. Późniejsze dzieje Conoco to m.in. kłopoty finansowe roku 1929 (czarny czwartek), rola dostawcy surowców podczas II wojny światowej, procesy globalizacyjne lat 80. i wreszcie fuzja z Phillips Petroleum (zob. ConocoPhillips).